# María Cañete
María Cañete Peral (Almería, c. finales S.XIX-Madrid, 23 de junio de 1966) fue una actriz española que participó en treinta y tres películas a lo largo de su trayectoria cinematográfica que abarcó desde 1936 hasta 1960.
Fue esposa del actor Luis Reig del cual enviudó al fallecer éste en 1932. Posteriormente se casó con el también actor Barta Barri.
Falleció el 23 de junio de 1966 y está enterrada en el madrileño Cementerio de la Almudena.

## Filmografía completa
- Rinconcito madrileño (1936)
- Boy (1940)
- El frente de los suspiros (1942)
- Eugenia de Montijo (1944)
- Paraíso sin Eva (1944)
- El fantasma y doña Juanita (1945)
- El crimen de Pepe Conde (1946)
- Un drama nuevo (1946)
- La Lola se va a los puertos (1947)
- Nada (1947)
- El Marqués de Salamanca (1948)
- El señor Esteve (1948)
- La otra sombra (1948)
- Locura de amor (1948)
- El capitán de Loyola (1949)
- Agustina de Aragón (1950)
- El último caballo (1950)
- Pequeñeces... (1950)
- Sangre en Castilla (1950)
- Torturados (1950)
- El gran Galeoto (1951)
- La corona negra (1951)
- La Leona de Castilla (1951)
- Fuego en la sangre (1953)
- Jeromín (1953)
- Nubes de verano (1953)
- El fugitivo de Amberes (1954)
- Zalacaín el aventurero (1955)
- Curra Veleta (1956)
- Historias de Madrid (1958)
- La guerra empieza en Cuba (1957)
- Roberto el diablo (1957)
- Un americano en Toledo (1960)